# San Sebastián (Comayagua)
Pour les articles homonymes, voir San Sebastián.
San Sebastián est une municipalité du Honduras, située dans le département de Comayagua.

## Source de la traduction
- (en) Cet article est partiellement ou en totalité issu de l’article de Wikipédia en anglais intitulé « San Sebastián, Comayagua » (voir la liste des auteurs).